# Gornac
Gornac är en kommun i departementet Gironde i regionen Nouvelle-Aquitaine i sydvästra Frankrike. Kommunen ligger i kantonen Sauveterre-de-Guyenne som tillhör arrondissementet Langon. År 2022 hade Gornac 436 invånare.

## Befolkningsutveckling
Antalet invånare i kommunen Gornac
Referens:INSEE